# Jerzy Waldorff

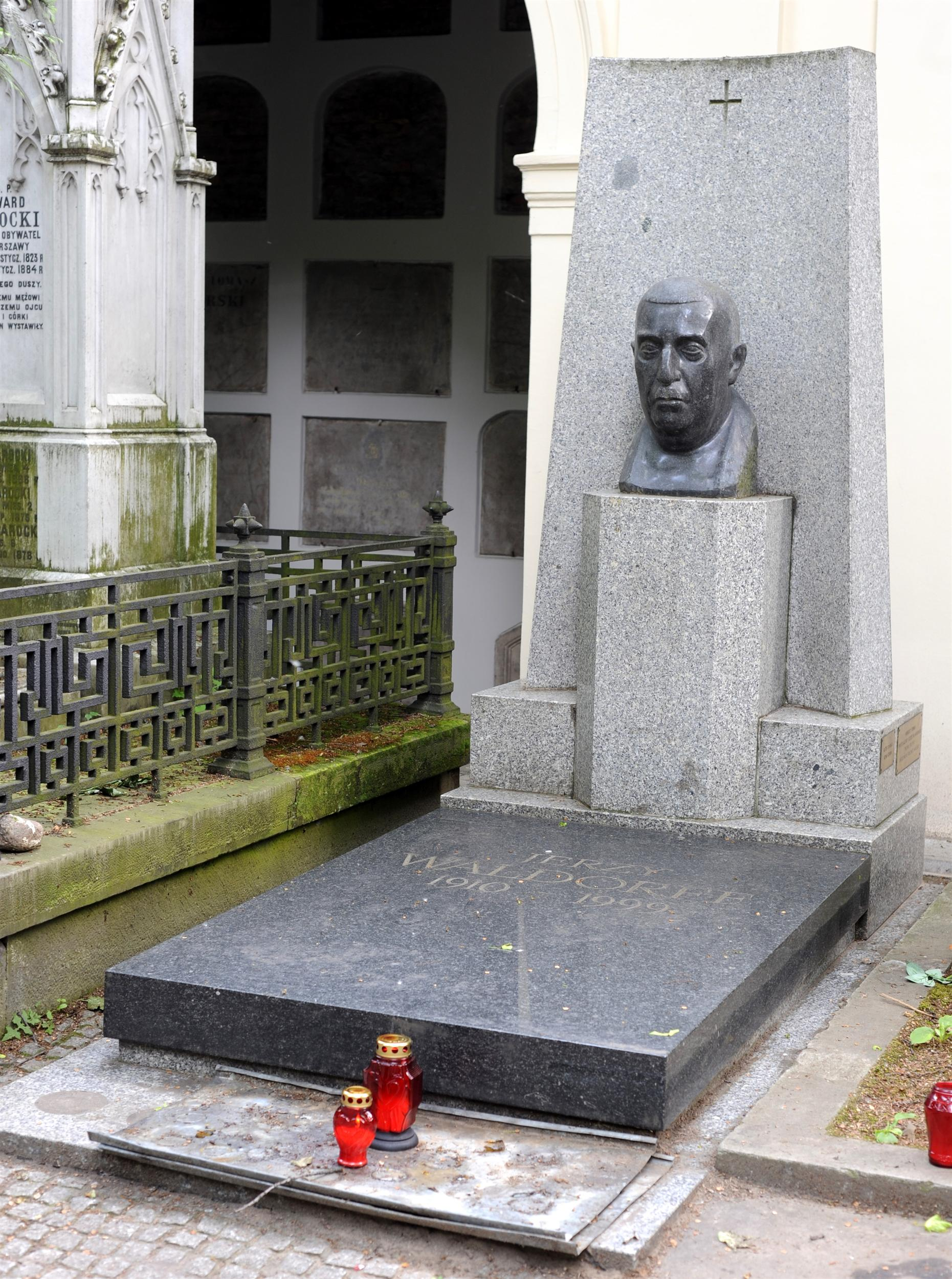
Grób Jerzego Waldorffa i Mieczysława Jankowskiego na cmentarzu Powązkowskim w Warszawie

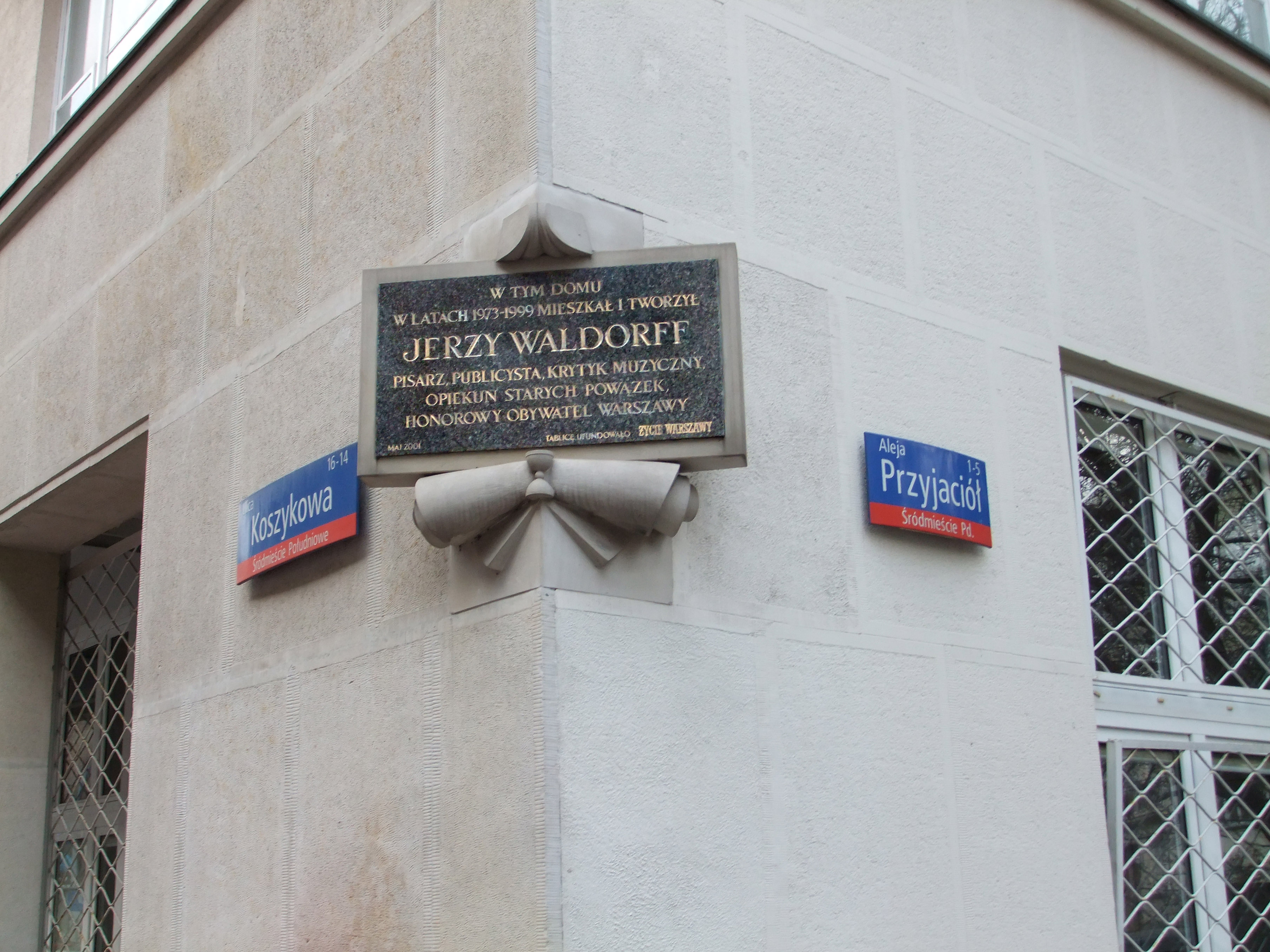
Tablica pamiątkowa w Warszawie

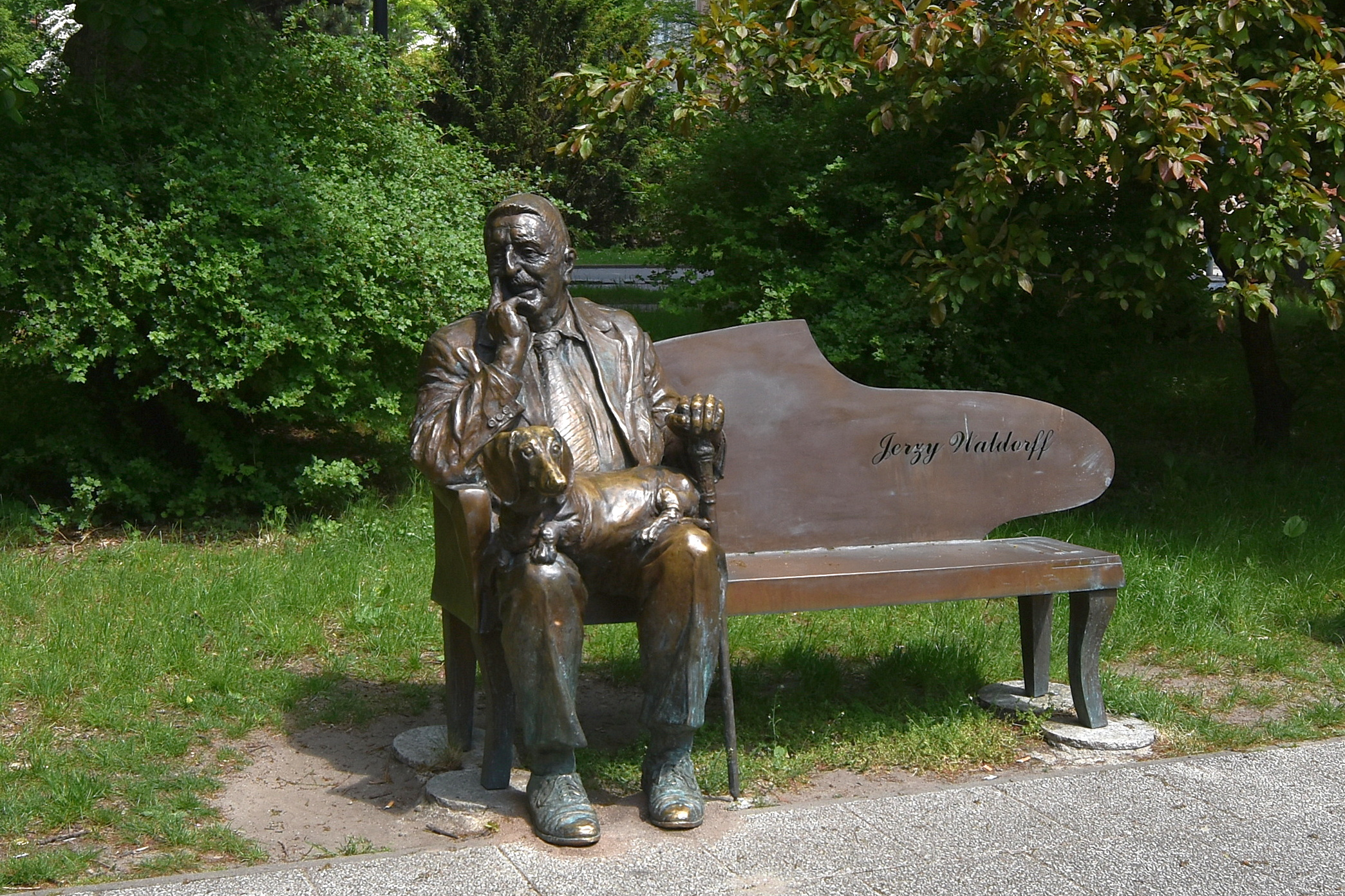
Ławeczka Jerzego Waldorffa w Słupsku

Jerzy Kazimierz Waldorff-Preyss (ur. 4 maja 1910 w Warszawie, zm. 29 grudnia 1999 tamże) – polski pisarz, publicysta, krytyk muzyczny i działacz społeczny, w dwudziestoleciu międzywojennym luźno związany z obozem „młodokonserwatystów”.

## Życiorys

### Pierwsze lata i wykształcenie
Był wychowankiem Gimnazjum w Trzemesznie oraz Gimnazjum św. Marii Magdaleny w Poznaniu. Po zdaniu matury w Gimnazjum im. Karola Marcinkowskiego w Poznaniu studiował w Konserwatorium Muzycznym w Poznaniu oraz na Wydziale Prawno-Ekonomicznym Uniwersytetu Poznańskiego, który ukończył w 1932 z tytułem magistra prawa.
Od 15 sierpnia 1932 do 30 czerwca 1933 odbywał służbę w Szkole Podchorążych Rezerwy Kawalerii w Grudziądzu, a następnie dwumiesięczną praktykę w 11 pułku ułanów w Ciechanowie. Na stopień podporucznika rezerwy został mianowany ze starszeństwem z 1 stycznia 1935 i 108. lokatą w korpusie oficerów kawalerii.
W późniejszych latach pracował w kancelarii adwokackiej Włodzimierza Kozubskiego, w której rozpoczął aplikację adwokacką i był zatrudniony do 1937. Do zawodu prawniczego miało go zrazić wygranie przed sądem niesłusznej – jego zdaniem – sprawy klienta.

### Kariera zawodowa
W latach 1936–1939 był recenzentem muzycznym dziennika „Kurier Poranny” i tygodnika „Prosto z Mostu”, dla którego przeprowadził m.in. wywiad z Léonem Degrelle'em. Działał wtedy w ruchu narodowo-demokratycznym. Współpracował także z redakcją tygodnika „Jutro” redagowanego przez jednego z czołowych działaczy Ruchu Narodowo-Radykalnego „Falanga” – Wojciecha Wasiutyńskiego.
W 1939 opublikował książkę zatytułowaną Sztuka pod dyktaturą, opisującą zasługi Benita Mussoliniego dla rozwoju Włoch. Powstała ona po podróży Waldorffa do Włoch w 1937. Najpierw była publikowana w odcinkach w tygodniku „Prosto z Mostu”, a później została wydana w formie książkowej przez Instytut Wydawniczy „Biblioteka Polska”.
Po 1945 związany z tygodnikiem „Przekrój”. Był komentatorem muzycznym Polskiego Radia oraz felietonistą tygodników „Świat” i „Polityka”. Autor dwudziestu książek, głównie poświęconych muzyce poważnej. Na podstawie opowiadań i notatek Władysława Szpilmana, z którym zaprzyjaźnił się w okresie międzywojennym, opracował pierwsze wydanie jego wspomnień.
Był członkiem Stowarzyszenia Pisarzy Polskich.

### Działalność społeczna
Inicjator powstania Muzeum Karola Szymanowskiego w Zakopanem i Muzeum Teatralnego w Warszawie. Jego staraniem odrestaurowano pałac książąt Radziwiłłów w Antoninie koło Ostrowa Wielkopolskiego. Współorganizował też odbywający się w Antoninie i Ostrowie Międzynarodowy Festiwal „Chopin w barwach jesieni”. 
W styczniu 1976 podpisał list protestacyjny do Komisji Nadzwyczajnej Sejmu PRL przeciwko zmianom w Konstytucji Polskiej Rzeczypospolitej Ludowej.
W 1974 Waldorff założył Społeczny Komitet Opieki nad Starymi Powązkami. Z jego inicjatywy corocznie odbywa się tam 1 listopada kwesta na ten cel prowadzona przez osoby kultury i mediów. W 1999 komitet został uhonorowany Nagrodą im. prof. Aleksandra Gieysztora ufundowaną przez Fundację Bankową im. Leopolda Kronenberga za działania zmierzające do ratowania zabytkowych nagrobków.
W kadencji 1988–1990, a także po 1990 był członkiem Rady Ochrony Pamięci Walk i Męczeństwa.

### Wyróżnienia i odznaczenia
Został honorowym obywatelem Słupska we wrześniu 1986 i Warszawy w kwietniu 1992. 
W 1987 odznaczony Złotą odznaką Stowarzyszenia Dziennikarzy PRL oraz Złotym Medalem „Opiekun Miejsc Pamięci Narodowej”. Przed 1989 otrzymał Nagrodę Przewodniczącego Komitetu do spraw Radia i Telewizji, a ponadto wyróżniony nagrodami Polskiego Radia: Złoty Mikrofon (1972, „za wojnę trzydziestoletnią orężem Felietonów muzycznych o właściwą organizację i powszechniejszą znajomość muzyki polskiej”) i Diamentowy Mikrofon (1995). W 1990 został laureatem Nagrody Kisiela. Prywatnie był przyjacielem Stefana Kisielewskiego, po śmierci którego napisał książkę Słowo o Kisielu. Za zasługi dla kultury polskiej w 1995 odznaczony został Krzyżem Komandorskim z Gwiazdą Orderu Odrodzenia Polski.

### Życie prywatne
Matka Jerzego Waldorffa, Joanna (1892–1987) pochodziła z warszawskiej rodziny Szustrów. Ojciec, Witold Preyss (1856–1932), był ziemianinem herbu Nabram (Waldorff). Niedługo po urodzeniu się Jerzego Preyssowie wyjechali do rodzinnej miejscowości Kościelna Wieś na Kujawach. Przed I wojną światową sprzedali majątek i kupili kilka kamienic w Warszawie. Wybuch wojny zaskoczył rodzinę na wakacjach w Kołobrzegu, skąd przez neutralną Szwecję wrócili do Warszawy; tam spędzili resztę wojny. Po wojnie zamieszkali w kupionym małym dworku w Rękawczynie w Wielkopolsce.
Był orientacji homoseksualnej. W autobiografii pt. Taniec życia ze śmiercią Waldorff wspominał, iż była ona powodem wydziedziczenia go przez ojca. Jego partnerem życiowym był tancerz Mieczysław Jankowski, z którym spędził w związku 60 lat, od 1939. Partner opiekował się Waldorffem i prowadził dom. Para starała się ukrywać swój związek, unikając publicznego pokazywania się razem, a Waldorff przedstawiał w wywiadach Jankowskiego jako brata ciotecznego.
5 stycznia 2000 został pochowany na cmentarzu Powązkowskim w Warszawie, przy katakumbach (grób 80). W tym samym grobie pochowano również Mieczysława Jankowskiego.

## Upamiętnienie
- Plantom w Słupsku nadano imię Jerzego Waldorffa[25].
- 26 listopada 2018 w parku im. Jerzego Waldorffa w Słupsku odsłonięto pomnik-ławeczkę autorstwa rzeźbiarki Doroty Dziekiewicz-Pilich, przedstawiającą publicystę z jamnikiem Puzonem[26].
- W 2013 w pobliżu Teatru Letniego w Ciechocinku odsłonięto pomnik Jerzego Waldorffa z psem Puzonem.

## Publikacje (wybór)
- Jerzy Waldorff (jako Jerzy Walldorf) Sztuka pod dyktaturą, Instytut Wydawniczy Biblioteka Polska, Warszawa 1939;
- Jerzy Waldorff Śmierć miasta, Warszawa 1946;
- Jerzy Waldorff Godzina policyjna, Warszawa 1948;
- Jerzy Waldorff Warszawska premiera, Warszawa 1951;
- Jerzy Waldorff Dwie armaty, Warszawa 1956 (II wydanie - 1957);
- Jerzy Waldorff Sekrety Polihymnii, Warszawa 1956, następnie wiele kolejnych wydań;
- Jerzy Waldorff, Leonia Gradstein, Gorzka sława, Warszawa 1960;
- Jerzy Waldorff Harfy leciały na północ, Warszawa 1968;
- Jerzy Waldorff Ciach go smykiem!, Warszawa 1972;
- Jerzy Waldorff Moje cienie, Warszawa 1979;
- Jerzy Waldorff Wielka gra. Rzecz o Konkursach Chopinowskich, Warszawa 1980;
- Jerzy Waldorff, H. Szwankowska, D. Jendryczko, B. Olszewska, Z. Czyńska Cmentarz Powązkowski w Warszawie, Warszawa 1984;
- Jerzy Waldorff Jan Kiepura Kraków 1988;
- Jerzy Waldorff Diabły i Anioły Kraków 1988;
- Jerzy Waldorff Fidrek, Warszawa 1989;
- Jerzy Waldorff Taniec życia ze śmiercią, Warszawa 1978, 1984, 1993;
- Jerzy Waldorff Słowo o Kisielu, Warszawa 1994;
- Jerzy Waldorff Serce w płomieniach – słowo o Szymanowskim, Warszawa 1998;

## Literatura
- Stanisław Radomyski: Zarys historii Szkoły Podchorążych Rezerwy Kawalerii w Grudziądzu 1926-1939. Pruszków: Oficyna Wydawnicza „Ajaks”, 1992. ISBN 83-85621-06-7.
- Ryszard Rybka, Kamil Stepan: Awanse oficerskie w Wojsku Polskim 1935–1939. Wyd. 2 poszerzone. Warszawa: Wydawnictwo Tetragon, 2021. ISBN 978-83-66687-09-7.
- Mariusz Urbanek, Waldorff. Ostatni baron Peerelu, Iskry 2008.